# Malte Creutzfeldt
Malte Creutzfeldt (* 3. Februar 1953) ist ein deutscher Jurist. Er war Richter am Bundesarbeitsgericht.

## Leben und Wirken
Nach dem Studium der Rechtswissenschaften und beiden Juristischen Staatsexamina war Creutzfeldt ab 1983 als Rechtsanwalt in Frankfurt am Main tätig. 1993 trat er in den Justizdienst des Freistaats Thüringen und wurde dort unter anderem am Arbeitsgericht Eisenach und am Thüringer Landesarbeitsgericht eingesetzt. Im Oktober 1998 wurde er Direktor des Arbeitsgerichts Eisenach. Im Mai 2005 wurde Creutzfeldt zum Richter am Bundesarbeitsgericht ernannt und dem für Tarifvertragsrecht zuständigen 4. Senat zugewiesen. Seit 2009 war er stellvertretender Vorsitzender dieses Senats. Ende September 2018 ging er in den Ruhestand.